# Marc Millecamps
Marc Millecamps (* 9. Oktober 1950 in Waregem) ist ein ehemaliger belgischer Fußballspieler, der nach seiner Karriere kurzzeitig auch als Fußballtrainer tätig war. Er ist der ältere Bruder von Luc Millecamps.

## Spielerkarriere
Millecamps spielte in seiner gesamten Karriere bei einem Verein dem KSV Waregem. In dieser Zeit gewann er 1974 den belgischen Pokal und 1982 den belgischen Supercup. 1988 beendete er seine aktive Karriere.

## Internationale Spielerkarriere
Millecamps nahm an der Fußball-Europameisterschaft 1980 in Italien teil und wurde mit dem Team Vizeeuropameister. Bei der Fußball-Weltmeisterschaft 1982 in Spanien stieß er mit den Belgiern bis in die zweite Gruppenphase vor, schied dort aber als Gruppenletzter aus.

## Trainerkarriere
In den Jahren 1991 und 1992 war Millecamps Trainer des damaligen Zweitligisten KRC Zuid-West-Vlaanderen, der nur wenige Jahre später in die Erstklassigkeit aufstieg und sich dort für einen Zeitraum von sechs Spielzeiten hielt. Nach dem Abstieg in die zweithöchste Spielklasse am Ende der Saison 2000/01 änderte der Verein seinen Namen sofort in KRC Zuid-West-Vlaanderen und fusionierte nach nur einem mit dem KSV Ingelmunster zum neuen Klub KSV Ingelmunster-Zuid-West, heute bekannt unter dem Namen Sporting West Ingelmunster-Harelbeke.

## Erfolge
- 1 Mal belgischer Pokalsieger (1975)
- 1 Mal belgischer Supercupsieger (1982)